# Канг Яце
Канг Яце (висота 6400 м) — гора, розташована біля долини річки  Марха  в  Гімалаях , Ладакх, Індія.
У гори дві вершини, нижній західний пік (Канг Яце II) легший за складністю сходження (Alpine PD) і був кілька разів підкорений, хоча він нижчий всього на 200 метрів (6200 м). Високий східний пік — складніший (Канг Яце I) підкорявся менше, адже на підйомі доводилося йти як по «лезу ножа». Хоча, на гору можна піднятися і з північного сходу, зійшовши на хребет, але для цього треба пройти круте сніжне «обличчя» гори (Alpine AD+/D-).

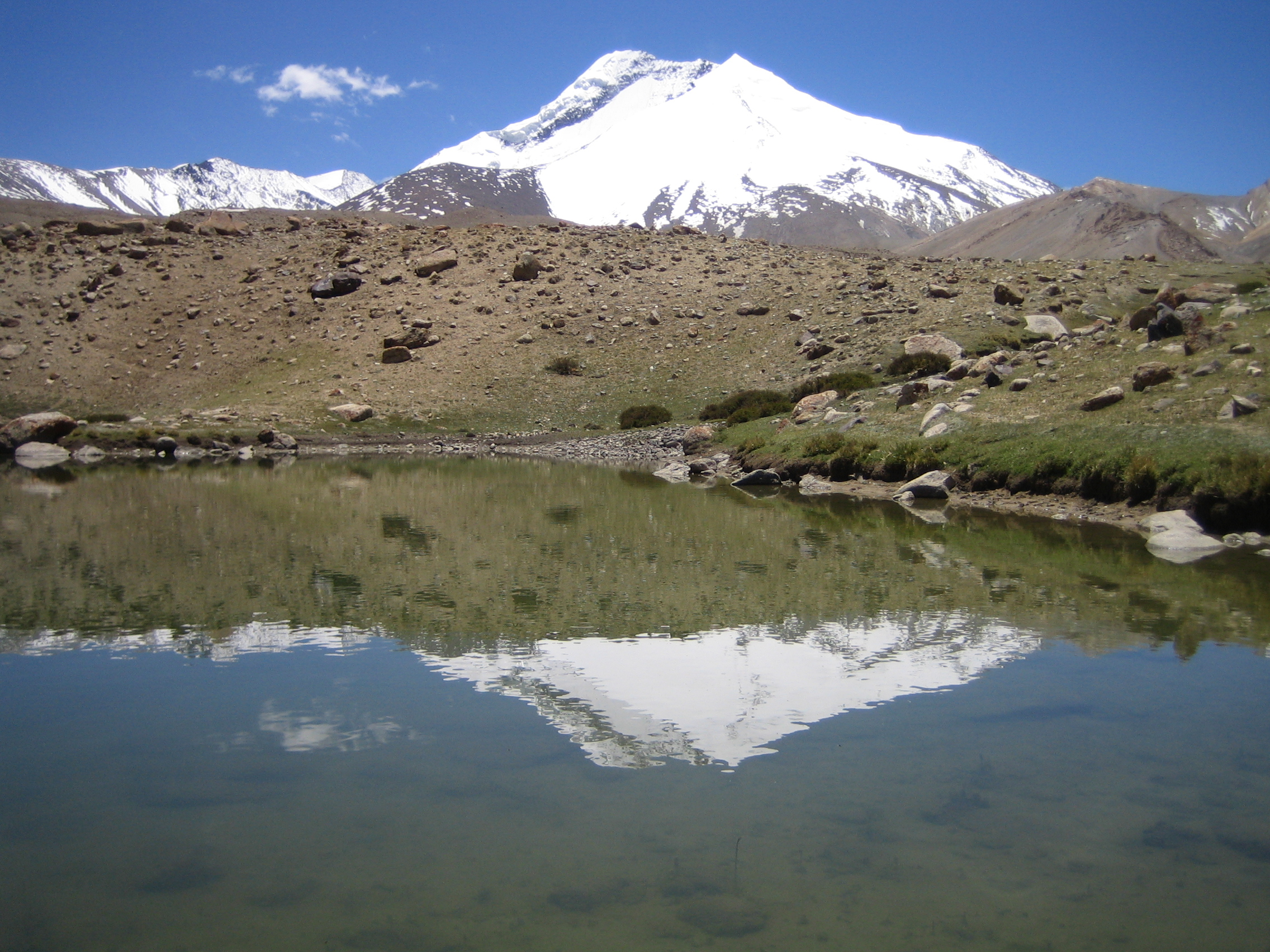
Канг Яце з Конгмару Ла